# Psammocinia hirsuta
Psammocinia hirsuta är en svampdjursart som beskrevs av Cook och Patricia R. Bergquist 1998. Psammocinia hirsuta ingår i släktet Psammocinia och familjen Irciniidae. Inga underarter finns listade i Catalogue of Life.